# 고봉례
고봉례(髙鳳禮, ? ~ 1411년 11월 29일)는 조선 초기의 무신이다.
1402년 탐라성주 재직시에 신라 이래로 제주를 지배한 고씨(高氏)와 양씨(梁氏)가 세습한 성주(星主)와 왕자(王子)의 명칭이 분수에 맞지 않는다고 개정하여줄 것을 청하여, 성주는 좌도지관(左都知管), 왕자는 우도지관(右都知管)으로 개칭되었다.